# L'Oie
L'Oie è un comune francese soppresso e frazione del dipartimento della Vandea nella regione dei Paesi della Loira. Dal 1º gennaio 2016 si è fuso con i comuni di Les Essarts, Boulogne e Sainte-Florence per formare il nuovo comune di Essarts en Bocage.
Il comune era stato creato nel 1985 per scorporo dal comune di Sainte-Florence.

## Società

### Evoluzione demografica
Abitanti censiti